# Burgstall Hinwil
Der Burgstall Hinwil ist eine abgegangene Höhenburg in der Gemeinde Hinwil im Kanton Zürich in der Schweiz.

## Geschichte
Die Burg lag auf 618 m ü. M. Höhe nordöstlich der reformierten Dorfkirche etwas oberhalb der Strasse nach Wernetshausen. Die Burg war auf einem kleinen, länglichen, zehn Meter hohen Hügel angelegt worden, der auf der nördlichen Seite steil zum Wildbachtobel abfällt.
1321 war die Burg im Besitz der Freiherren von Hinwil. Im 15. Jahrhundert wurde sie abgebrochen.
Von der ehemaligen Burg sind keine Mauerspuren vorhanden. Ein heute noch sichtbarer Halsgraben durchschneidet den Burghügel. Der Flurname Burgbüel weist auf die Anlage hin. Sie steht auf Privatgelände und ist nicht öffentlich zugänglich.